# Ca l'Espanyol
Ca l'Espanyol és una casa de Perafita (Lluçanès) inclosa a l'Inventari del Patrimoni Arquitectònic de Catalunya.

## Descripció
Casa de planta rectangular allargada i teulat a doble vessant amb el carener paral·lel a la façana principal. Els murs són de pedres irregulars però arrenglades. La façana principal està regularment ordenada amb una porta adovellada al centre, dos grans finestrals a banda i banda, un primer pis amb tres finestres rectangulars i un pis de golfes amb finestres quadrades. Totes les finestres tenen llinda, ampit i muntants de pedra ben tallada. La finestra central del primer pis porta la inscripció "MAGI THOMAS", i la dovella central de la porta té inscrita la data 1682.

## Història
És una de les cases senyorials de Perafita. Tot i que la llinda de la porta tingui la data de 1682, la població de Perafita fou refeta després de la Guerra de Successió. Pertanyia a la demarcació del castell de Lluçà.